# IC 1683
IC 1683 је спирална галаксија у сазвјежђу Андромеда која се налази на листи објеката дубоког неба у Индекс каталогу.
Деклинација објекта је + 34° 26' 14" а ректасцензија 1h 22m 39,1s. Привидна величина (магнитуда) објекта IC 1683 износи 13,5 а фотографска магнитуда 14,2. IC 1683 је још познат и под ознакама UGC 916, MCG 6-4-8, MK 987, IRAS 01197+3410, CGCG 521-10, KUG 0119+341, PGC 5008.